# Tessie Solinís Casparius
Teresa Jimena Solinís Casparius (12 de diciembre de 1976), conocida como Tessie Solinís Casparius es una escritora de literatura infantil, nacida en Guadalajara, Jalisco; promotora de la difusión de la lectura, educación ambiental para la niñez y defensora de los derechos de la niñez, ha sido distinguida con varios premios entre ellos el Premio Estatal de Ciencia, Tecnología e Innovación de Jalisco 2010, tema de divulgación del Medio ambiente.

## Biografía
Es licenciada en Ciencias de la comunicación, con dos diplomados, uno en Derechos de la niñez, gestionado por el ITESO y el  Unicef; otro en Filosofía para la niñez, y también tiene un máster en Educación ambiental para la niñez.
Es hija de la docente, escritora y activista ambiental María Casparius.

Su trabajo está enfocado a la literatura infantil, ella describe su estilo de trabajo de la siguiente manera:
"Lo que más me gusta son las historias. Me gusta escucharlas y también escribirlas. También me gustan las preguntas aunque no encuentre las respuestas. Los libros que hago tratan de cosas cotidianas, de los niños, de lo que sienten y de lo que piensan, tal vez porque de niña siempre me preguntaba mucho. Hace tiempo que descubrí que podía ser muy feliz si escribía para los niños y decidí dedicarme a eso.
Ahora puedo contarle esos cuentos a muchos niños y a los míos. Pasé de ser de una niña que se pregunta a una adulta que le pregunta a los pequeños; porque ellos siempre tienen respuestas maravillosas"
Ha escrito 13 libros de los cuales "Inés tres pies" y "La abuela de pelo rosa" fueron seleccionado por la SEP para el programa Rincones de aula, lo cual llevó a estos libros que fueron editados en 2004 a todas las bibliotecas públicas y escuelas del país, se han publicado más de 82 mil ejemplares de los mismos.

"La abuela de pelo rosa" es un cuento que escribió en 2004 y fue inspirado en la convivencia con su abuela Pita, a quien recuerda:
“siempre de muy buen humor, caminaba, viajaba y hacía muchas cosas ella sola. La admiro mucho, porque además que usaba una peluca, tenía una enfermedad, tenía deformes sus manos y sus pies, pero aún así cocinaba, bordaba, se subía al camión para ir a Santa Tere a sus 87 años. Entonces, ella me ha enseñado que no hay límite para lo que quieres hacer”.
Su trabajo no se limita a obras escritas ya que también ha sido generadora de lecturas con contenidos para niños en radio y televisión.
Ha sido reconocida con el Premio Estatal de Ciencia, Tecnología e Innovación de Jalisco 2010, tema de divulgación del Medio Ambiente y premiada con el Galardón Jalisco a las Mujeres 2010, en Medio Ambiental.
Recientemente se le otorgó la distinción Hermila Galindo Acosta 2020 por parte del Congreso del Estado de Jalisco en su labor de la difusión de los derechos de las mujeres entre las niñas y los niños.
Tiene hasta el momento 20 libros publicados y es guionista de videos para Curiosamente. Así como diseña contenidos educativos para instancias públicas y privadas.